# 張祺 (成化進士)
張祺（？—？），字允吉，直隸儀真縣人，武功中衛軍籍，明朝政治人物。

## 生平
成化十三年（1477年）丁酉科順天府鄉試第三十九名舉人。成化十七年（1481年）中式辛丑科會試第一百五十五名，三甲第七十一名進士。授蠡县知县，

## 家族
曾祖張選；祖父張恕；父張儀，母馬氏。